# Titanoeca spominima
Espèce
Synonymes
- Amaurobius spominimus Taczanowski, 1866
- Titanoeca psammophila Wunderlich, 1993

Titanoeca spominima est une espèce d'araignées aranéomorphes de la famille des Titanoecidae.

## Distribution
Cette espèce se rencontre en Europe centrale, en Russie, en Scandinavie et dans les Balkans.

## Description
Les mâles mesurent de 2,9 à 4,6 mm et les femelles de 2,9 à 4,6 mm.

## Systématique et taxinomie
Cette espèce a été décrite sous le protonyme Amaurobius spominimus par Taczanowski en 1866. Elle est placée dans le genre Titanoeca par Breitling, Lemke, Bauer, Hohner, Grabolle et Blick en 2015 qui dans le même temps placent Titanoeca psammophila en synonymie.

## Publication originale
- Taczanowski, 1866 : « Spis pajaków zebranych w okolicach Warszawy w ciagu roku 1865. » Wykaz Szkoly Glównej Warszaw, vol. 5, p. 1-14.